# Fossa de Ryūkyū

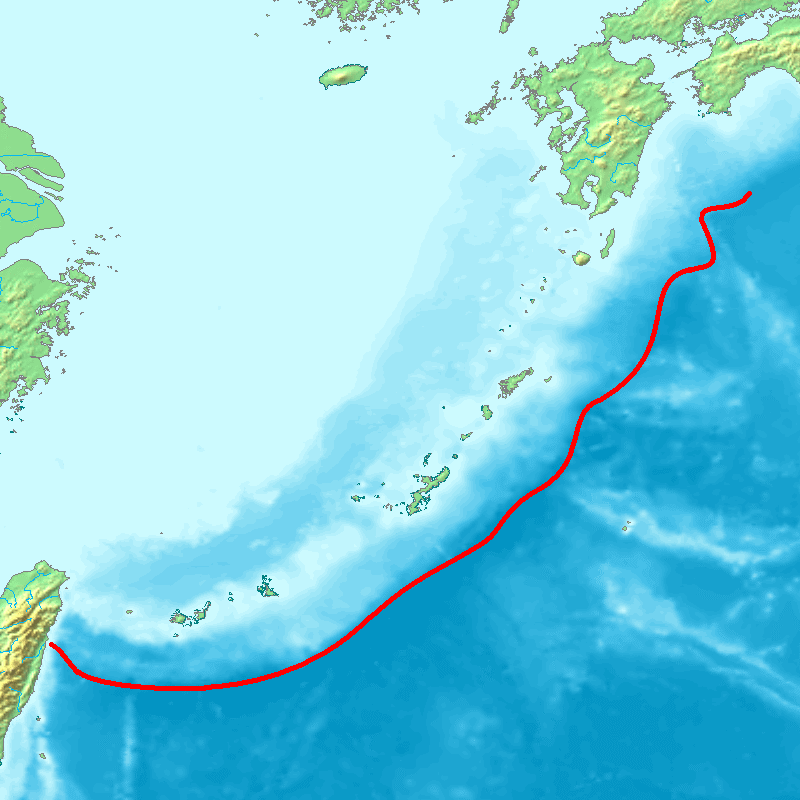
La línia roja indica el punt batimètric menor de la Fossa Ryukyu

La Fossa de Ryūkyū (en japonès: 琉球海溝, Ryūkyū kaikō) també dita Fossa Nansei-Shotō, és una llarga fossa oceànica de 1.398 km (868 milles) que es troba al llarg de la vora sud-est de les illes Nansei del Japó en el Mar de les Filipines. Aquesta fossa té una fondària màxima de 7460 m. La fossa és el resultat de la subducció entre la Placa de les Filipines i la Placa d'Euràsia a una taxa aproximada de 52 mm/ay. En conjunció amb l'adjacent Fossa Nankai al nord-est, la subducció de la placa de les Filipines ha produït 34 volcans.
El major terratrèmol registrat al llarg de la fossa de Ryūkyū, va ser el de Hyūga-nada de 1968, amb una magnitud de 7,5. El terratrèmol també va provocar un tsunami.